# 佩尔·阿维德松
佩尔·阿维德松（瑞典語：Pär Arvidsson，1960年2月27日—），出生于Finspång，瑞典前男子游泳运动员，擅长蝶泳。他曾获得1980年夏季奥运会男子100米蝶泳金牌，亦为男子100米蝶泳前世界纪录保持者。